# Štefanovce (Vranov nad Topľou)
Štefanovce es un municipio del distrito de Vranov nad Topľou en la región de Prešov, Eslovaquia, con una población estimada a final del año 2024 de 86 habitantes.
Se encuentra ubicado en el centro-sur de la región, cerca del río Topľa (cuenca hidrográfica del río Tisza) y de la frontera con la región de Košice.

## Demografía
| Año        | 1994 | 2004    | 2014    | 2024     |
| ---------- | ---- | ------- | ------- | -------- |
| Población  | 109  | 110     | 113     | 86       |
| Diferencia |      | +0,91 % | +2,72 % | −23,89 % |

| Año        | 2023 | 2024    |
| ---------- | ---- | ------- |
| Población  | 94   | 86      |
| Diferencia |      | −8,51 % |